# Pożar wieżowca w Kaohsiungu
Pożar wieżowca w Kaohsiungu – pożar, który wybuchł w godzinach nocnych w Kaohsiungu. W wyniku pożaru wieżowca zginęło 46 osób, a 41 zostało rannych. 

## Budynek
Do pożaru doszło w wieżowcu Cheng Chung Cheng Building. Budynek został wybudowany w 1981 roku i miał 13 pięter. w przeszłości budynek pełnił funkcje handlowo-usługową. Cztery pierwsze piętra zajmowała galeria handlowa, dwa kolejne kino, a na najwyższych piętrach znajdowały się biura oraz restauracja. W późniejszych latach biura przerobiono na 120 mieszkań, a kino i galeria handlowa zostały zlikwidowane. Właścicielowi budynku nie udało się znaleźć chętnych na wynajem tych przestrzeni, co spowodowało, że kilka pięter pozostawało opuszczonych. Niezagospodarowane piętra, były często wykorzystywane przez bezdomnych. W dniu pożaru, w budynku mieściła się herbaciarnia, klub karaoke, serwis AGD oraz wspomniane mieszkania. 

## Pożar
Pożar zauważono o 2:54, a jego źródło znajdowało się w herbaciarni na parterze. Ogień bardzo szybko rozprzestrzenił się na wyższe kondygnacje. Część mieszkańców wieżowca został obudzona przez mieszkańców budynku mieszczącego się po drugiej stronie ulicy, którzy rzucali w ich okna różnymi przedmiotami, aby obudzić lokatorów płonącego budynku. Ewakuację utrudniał gęsty dym. Po kilkunastu minutach pożar strawił instalację elektryczną, co spowodowało całkowite odcięcie prądu w wieżowcu. To spowodowało, że wielu osobom nie udało się znaleźć dróg ewakuacyjnych w panujących ciemnościach.
W akcji ratowniczej uczestniczyło 159 strażaków oraz 377 przedstawicieli innych służb ratowniczych. Pożar ugaszono o 7:17; w jego wyniku zginęło 46 osób, a 41 zostało rannych. 